# Ленінградський кодекс
Ленінгра́дський ко́декс (лат. Codex Leningradensis, сигла L) — найстаріший повністю збережений манускрипт масоретського тексту Танаха, датований за колофоном 1008 роком. Був виготовлений в Каїрі за рукописами Моше бен Ашера. Виявлено (імовірно в Криму) Авраамом Фірковічем, який 1838 року вивіз його до Одеси. Після смерті вченого 1865 року кодекс передали до Імператорської публічної бібліотеки в Санкт-Петербурзі, де він перебуває і сьогодні (каталожне позначення Firkovich B 19 A). По Ленінградському кодексу підготували багато авторитетних видань Танаха, зокрема Biblia Hebraica (BHK) (1937), Biblia Hebraica Stuttgartensia (BHS) (1977) і Вестмінстерський Ленінградський Кодекс. У 1970 і 1998 роках здійснено факсимільне видання. Після перейменування Ленінграда в Санкт-Петербург назву кодексу не стали міняти, щоб уникнути плутанини.

## Опис. Оформлення

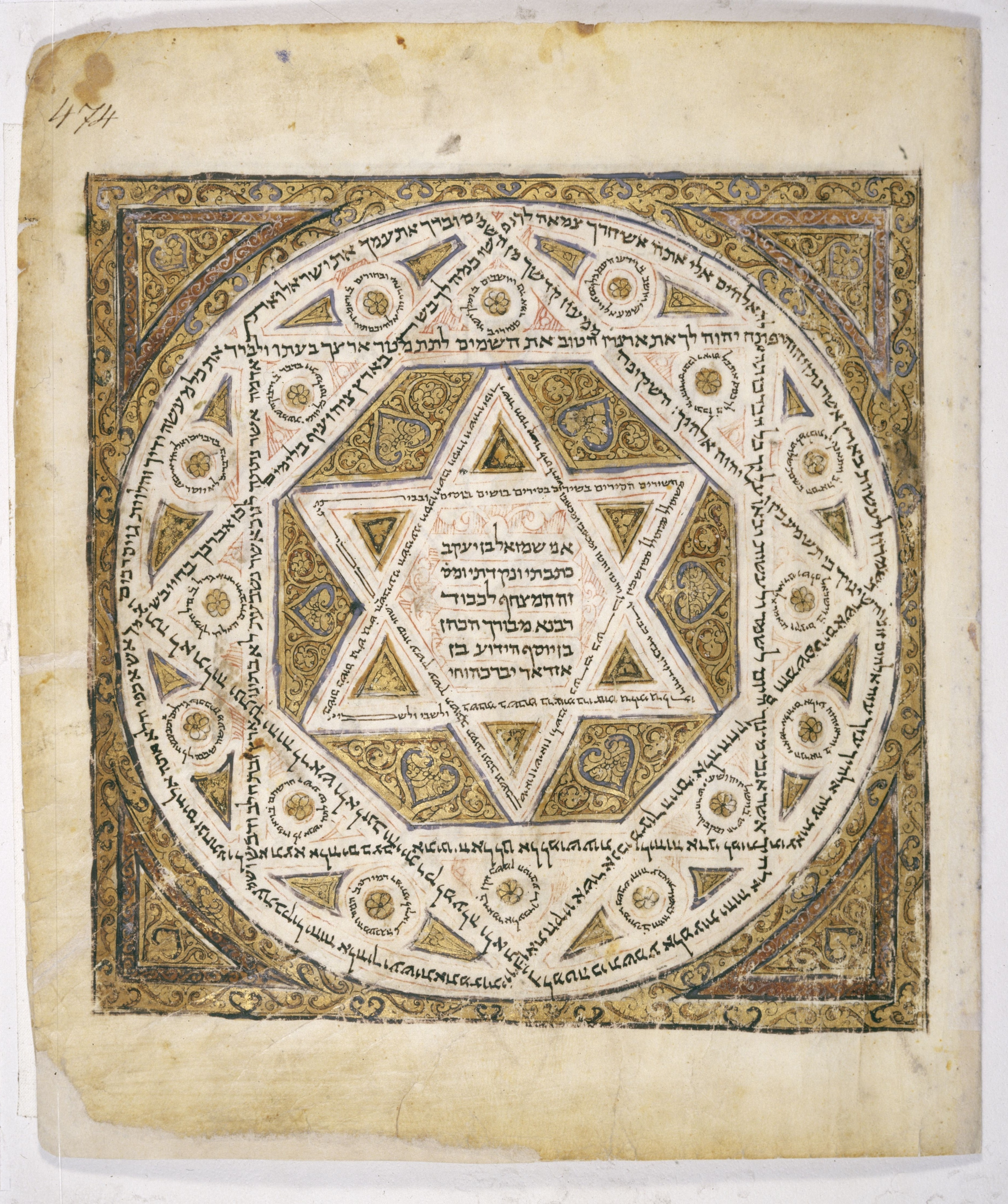
Орнаментована сторінка E

Згідно з колофоном, рукопис створив у Каїрі писар Самуїл, син Якова, на замовлення якогось Мевораха, сина Йосефа. Переписана на пергаменті, включає 491 аркуш (982 сторінки). Середній формат аркушів — 33 × 28,5 см. Аркуші тонкого білого пергаменту без палітурки, але вставлені в шкіряну обкладинку з металевими застібками. Текст переписаний в три колонки (крім книг Іова, Притч Соломона і Псалтиря, переписаних у дві колонки) великим квадратним шрифтом, включає повний апарат масори на полях з боку. Масоретські примітки переписані дрібнішими почерком і часто без позначення голосних. У кінці кожної біблійної книги вміщено Масоретські списки з підрахунком віршів і фраз, переліками слів-винятків та іншого. На аркуші 490v переписано вірш Моше бен Ашера, на аркуші 491r (тобто на одному розвороті з першим) — вірш Шмуеля бен Яакова. 16 сторінок кодексу орнаментовані червоною і синьою фарбою з позолотою.
Текст Ленінградського кодексу містить усі книги Танаха, але їх порядок у розділі Писання відрізняється від прийнятого в друкованих виданнях. Першими йдуть дві книги Хронік, далі Псалтир, Іов, Притчі, Рут, Пісня Пісень, Проповідник, Плач Єремії, Естер, Даниїл, Ездра і Неємія.

## Історія рукопису. Видання
Документована історія рукопису починається з XIX століття, після складання колекції А. Фірковіча. Уперше його описав Мозес Пинеро в 1845 році. В оприлюдненні тексту Ленінградського кодексу ключову роль відіграли Данило Хвольсон, що ревізував колекцію Фірковіча, і Авраам Гаркаві — керівник східного відділення Відділу рукописів Публічної бібліотеки. 1935 року рукопис був переданий у Лейпциг для підготовки третього видання Biblia Hebraica (Kittel), її повернули 1937 року.
У 1970-ті роки у світ вийшли факсимільне видання кодексу (Д. Льовінгер, Єрусалим, 1970) і дипломатичне видання його тексту (А. Дотан, 1973). До 1990-х років виникла потреба в точному виданні, для чого Центр древніх біблійних рукописів Клермонта (Каліфорнія) почав переговори з керівництвом Державної публічної бібліотеки в Ленінграді. Переговори затягнулися на десятиліття, у результаті в травні — червні 1990 року почалася робота з фотокопіювання рукопису. За договором, у Петербурзі залишалось обладнання для факсимільного копіювання, у день дозволяли обробляти не більше 45 аркушів. Було виконано більше 6000 фотографій у різній техніці і на різних плівках, зокрема на Polaroid. Остаточно факсимільне видання побачило світ 1998 року, його супроводжували передмова й науковий апарат. Видання на 1016 сторінках було менше за форматом, ніж оригінальний рукопис: формат факсиміле 24,5 × 22 см, у тому числі поле з текстом 19,5 × 19 см.

## Вестмінстерський Ленінградський кодекс
Вестмінстерський Ленінградський Кодекс (Westminster Leningrad Codex) являє собою оцифровану версію Ленінградського кодексу, підтримка якого здійснює Центр передових біблійних досліджень Джеймса Алана Гроувс у Вестмінстерській духовній семінарії (штат Пенсільванія, США). Вестмінстерський Ленінградський кодекс являє собою доопрацювання тексту Єврейської Біблії «Michigan-Claremont-Westminster Electronic Hebrew Bible», проєкт якого був завершений ще 1987 року, у зв'язку з чим він і дістав свою нову назву. З тих пір текст Вестмінстерського Ленінградського кодексу, при звірці з факсиміле Ленінградського кодексу, у багатьох місцях піддавався правкам. Центр передових біблійних досліджень Джеймса Алана Гроувс продовжує вивчати і виправляти цей електронний текст, переважно в ділянці формування морфології та синтаксису бази даних Єврейської Біблії.